# Heinz Piontek
Heinz Piontek (Kreuzburg, 15 novembre 1925 – Rotthalmünster, 26 ottobre 2003) è stato un poeta, scrittore e traduttore tedesco.

## Biografia
Originario della Silesia, nel secondo dopoguerra si stabilì a Monaco di Baviera, dove lavorò da operaio e completò il liceo. Successivamente frequentò per breve tempo la Hochschule di Dillingen sul Danubio, dove studiò germanistica.
Attivo dal 1948, si impose come poeta lirico, legato alla tradizione naturalistico-esistenzialista di Karl Krolow, Wilhelm Lehmann e Georg Britting. Fu in diretta e costante polemica con i poeti sperimentali e con gli autori impegnati politicamente. Oltre all'attività poetica, fu autore di 4 romanzi, storie brevi, saggi, drammi teatrali e radiofonici. Inoltre tradusse John Keats e curò diverse antologie. Fu insignito di numerosi riconoscimenti, tra cui il Premio Büchner nel 1976.